# Franz Haupert
Franz Haupert (* 27. Oktober 1907 in Küntzig; † 30. Juni 1996 in Niederkorn) war ein luxemburgischer Kunstturner.

## Biografie
Franz Haupert startete bei den Olympischen Sommerspielen 1936 in Berlin. Er nahm an allen Turnwettkämpfen teil. Seine besten Einzelresultate gelangen ihm mit dem 79. Rang im Wettkampf an den Ringen und am Pauschenpferd. Mit der luxemburgischen Delegation belegte er im Mannschaftsmehrkampf den 12. Platz.